# Министерство энергетики Индии
Министерство энергетики Индии — министерство в составе правительства Индии, возглавляемое министром — членом Кабинета (в настоящее время эту должность занимает Веераппа Мойли из партии ИНК).

## История
Министерство энергетики создано 2 июля 1992, до этого момента функционировало в качестве Департамента энергетики в Министерстве энергии, угля и нетрадиционных источников энергии, из состава которого были выделены в самостоятельные ведомства Министерство энергетики, Министерство угольной промышленности и Министерство нетрадиционных источников энергии (переименовано в 2006 в Министерство новых и возобновляемых источников энергии).

## Функции
Министерство энергетики является главным органом государственной власти, отвечающим за развитие электроэнергетики в стране и формирование энергетической политики. Реализация внутренней энергетической политики на уровне штатов страны находится в компетенции правительств 28 штатов Индии. Министерство энергетики выступает в качестве связующего звена по вопросам энергетики между федеральным правительством, правительствами штатов Индии и предприятиями частного сектора. Министерство также осуществляет надзор за проектами электрификации сельских районов страны.

## Энергетическая политика Индии
Энергетическая политика страны основывается на Законе об Электроэнергии, принятом в 2003. На основании этого закона отменены требования обязательного лицензирования проектов строительства генерирующих объектов, созданы условия для развития конкуренции и привлечения иностранных инвесторов, запущены процессы разделения по видам деятельности и допуску частных инвесторов в сектора отрасли.
В последние годы в Индии реализован ряд национальных программ по развитию энергетики:
- Программа по национальной энергетической политике (2005), положившая начало созданию конкурентных рынков электроэнергии в Индии;
- Программа электрификации аграрных районов (2005);
- Правила открытого доступа (2008), узаконившие отделение права собственности на системы электропередачи от функций по управлению режимами энергосистемы;
- Запуск торгов на первой энергетической бирже (2008)
- Национальный план действий в отношении климатических изменений (2008), предусматривающий развитие рынка электроэнергии, вырабатываемой ВИЭ, и рынка энергоэффективности на площадках энергетических бирж;
- Правила работы рынков электроэнергии (2010), ориентированные на развитие электроэнергетики Индии в условиях конкуренции на рынках электроэнергии, улучшение энергоснабжения и защиту интересов потребителей[1].

В соответствии с планом Правительства «Энергия для всех к 2012 году» установленная мощность электростанций Индии должна возрасти до 200 ГВт к 2012 году с существующих 145 ГВт и достичь уровня 400 ГВт к 2020.